# Carrozzeria Fissore

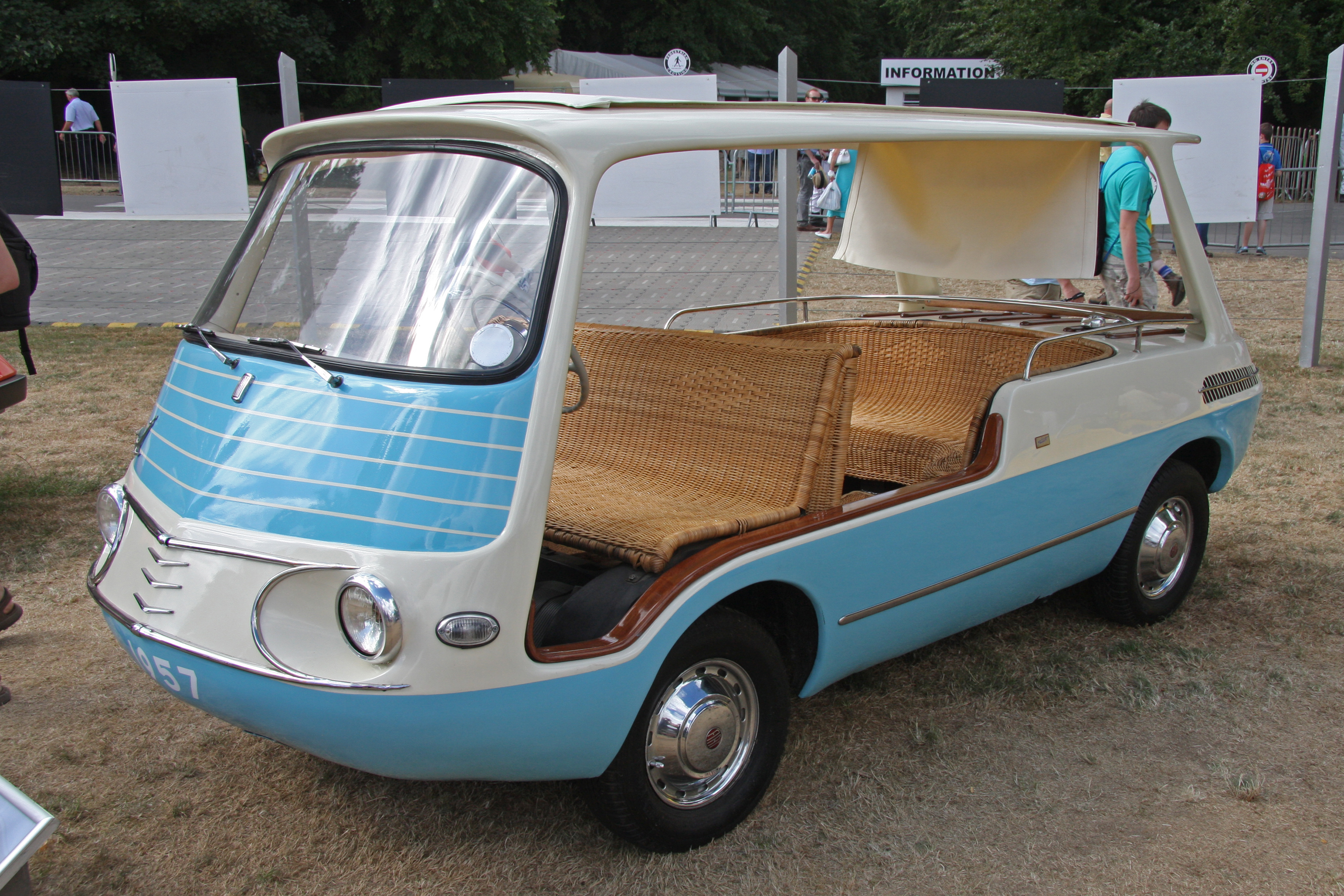
Fissore Marinella, byggd på Fiat 600 Multipla 1957.

Carrozzeria Fissore var en italiensk karossmakare som verkade i Savigliano, Piemonte mellan 1920 och 1984.
Företaget startades av fyra bröder Fissore för att tillverka hästvagnar. Ganska snart gick de över till att bygga karosser åt inhemska biltillverkare som Fiat och OSCA. Senare arbetade man även med tillverkare som Auto Union och Monteverdi.
Ett av företagets sista arbeten var en konceptbil kallad Saab Viking, ritad av Tom Tjaarda och baserad på en Saab 900 Turbo.